# Fabio Polazzi
Fabio Polazzi, né le 4 mai 1985 à Etterbeek, est un coureur cycliste belge, professionnel de 2011 à 2013.

## Biographie
Fabio Polazzi débute en cyclisme à treize ans.
Il intègre en juillet 2006 l'équipe continentale Pôle Continental Wallon Bergasol-Euro Millions, qui a vocation à former de jeunes coureurs wallons. Il y bénéficie d'un contrat « Rosetta » (convention de premier emploi). En 2007, il s'impose lors de la Gooikse Pijl. En 2008, il est vainqueur d'étape des Deux jours du Gaverstreek et du Grand Prix Criquielion, champion provincial de Bruxelles-Namur-Luxembourg, et prend la troisième place du Grand Prix de la ville de Zottegem, « le plus beau podium de sa carrière ». Fabio Polazzi signe un contrat professionnel pour la saison 2009 avec l'équipe Cinelli, qui ne reçoit pas la licence UCI attendue. Polazzi reste alors dans son équipe, renommée Lotto-Bodysol. Il est à nouveau champion provincial, et termine troisième de la Flèche ardennaise. Cette année est marquée par la mort de son ami Frank Vandenbroucke, au Sénégal où ils passaient leurs vacances,. En 2010, Fabio Polazzi court pour l'équipe Verandas Willems, toujours en contrat Rosetta, et est champion provincial pour la troisième fois. La fin de saison est à nouveau endeuillée par la mort d'un ami, le coureur bruxellois Zakaria El Darabna.
En 2011, Fabio Polazzi passe professionnel avec la nouvelle équipe Wallonie Bruxelles-Crédit agricole. Il y reste trois ans. Dixième du championnat de Belgique en 2011, son meilleur souvenir en carrière, il remporte une étape du Tour de Szeklerland en 2013. Il n'est pas conservé à l'issue de la saison 2013. 
Il dispute la saison 2014 dans l'équipe Josan-To Win et met fin à sa carrière en septembre, à l'occasion de la Gooikse Pijl.

## Palmarès sur route
- 2006
  - 2e du Grand Prix Raymond Impanis
- 2007
  - Gooikse Pijl
- 2008
  -  Champion de la province de Bruxelles-Namur-Luxembourg
  - 3e étape des Deux jours du Gaverstreek
  - Grand Prix Criquielion
  - 3e du Grand Prix de la ville de Zottegem
- 2009
  -  Champion de la province de Bruxelles-Namur-Luxembourg
  - 3e de la Flèche ardennaise
- 2010
  -  Champion de la province de Bruxelles-Namur-Luxembourg
- 2011
  - 3e de Zellik-Galmaarden
- 2013
  - 3eb étape du Tour of Szeklerland

## Classements mondiaux
| Année           | 2007 | 2008 | 2009 | 2010 | 2011 | 2012 | 2013 |
| --------------- | ---- | ---- | ---- | ---- | ---- | ---- | ---- |
| UCI Europe Tour | 967e | 496e |      | 734e | 564e |      | 899e |